# Ministerio de Industria (España)
El Ministerio de Industria y Turismo (MINTUR) de España es el departamento de la Administración General del Estado con competencias en la propuesta y ejecución de la política del Gobierno de la Nación en materia de industria y turismo que abarca, entre otros aspectos, la estrategia y el desarrollo industrial, del emprendimiento y de la pequeña y mediana empresa; la promoción y defensa de la propiedad industrial y la política de turismo, así como el resto de competencias y atribuciones que le confiere el ordenamiento jurídico. Asimismo, le corresponde a este departamento el impulso de las acciones de cooperación y, en coordinación con el Ministerio de Asuntos Exteriores, Unión Europea y Cooperación, de las relaciones internacionales en dichas materias.
El Ministerio de Industria, junto con el Ministerio de Defensa, tiene una importante presencia en la industria militar, puesto que otorga con regularidad préstamos al Ministerio de Defensa, a organismos públicos y a empresas públicas y privadas para el fomento de esta industria y la realización de proyectos militares.
El departamento se creó en 1928 bajo el nombre de Ministerio de Economía Nacional y, tras llamarse brevemente Ministerio de Agricultura, Industria y Comercio entre 1931 y 1936, desde entonces siempre ha sido denominado «de Industria». Su sede central se encuentra en el edificio horizontal del Complejo Cuzco, en Madrid. Desde 2023, su titular es Jordi Hereu.

## Historia

### Antecedentes

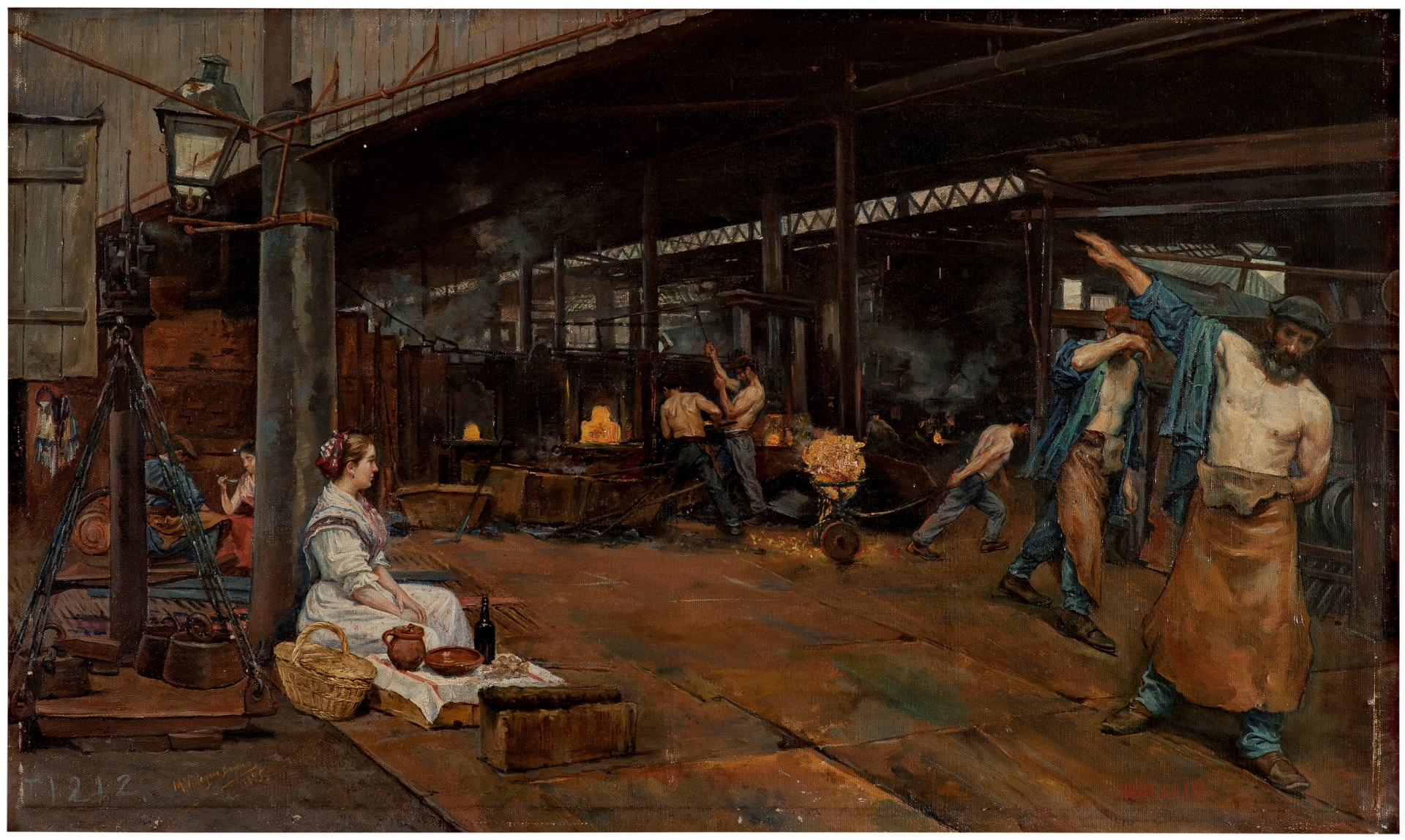
Pintura de Manuel Villegas Brieva representando a unos trabajadores de los Altos Hornos de Vizcaya.

En los años previos a la creación de este departamento, los asuntos de ámbito económico e industrial estaban repartidos entre los ministerios de Hacienda y de Gobernación, siendo este segundo el principal pues, ya en 1812, año de su fundación, tenía las competencias de «gobierno político y económico del reino [...], en todo lo que por las leyes puede tocar al Gobierno para promover y fomentar la agricultura e industria nacional en todos sus ramos, y en los establecimientos públicos de ambas [...] navegación y comercio del interior [...] y todo lo correspondiente a la estadística y economía pública».
A partir de 1847 estas responsabilidades recaen sobre el Ministerio de Fomento, que las desarrollará durante las próximas ocho décadas a través de una Dirección General de Agricultura, Industria y Comercio hasta que en 1928 se funda este nuevo departamento ministerial.

### El Origen: Economía Nacional
La estrecha relación que existe entre los ministerios de Industria y de Economía se debe a que el origen de ambos, aunque en diferentes épocas, es el mismo.
Si el Ministerio de Economía se fundó en 1977 con el objetivo de «agrupar una serie de competencias actualmente dispersas en materia de ordenación y planificación económica» así como «de singularizar las decisiones sobre política económica», cincuenta años antes se creó el Ministerio de Industria –entonces llamado «de Economía Nacional»—, con el objetivo similar de «poner bajo una sola dirección, coordinándolos adecuadamente, los servicios que afectan a la economía nacional, tanto en el concepto de producción como en los de comercio y consumo».
Por supuesto, como pasa en otros muchos departamentos, el ámbito competencial y el enfoque con el que nació es diferente al que tiene en la actualidad, pues entonces era un coordinador y estimulador general de la economía española, con competencias sobre agricultura, industria (lo que incluía propiedad intelectual), comercio, abastos y metrología. Asumió también entonces la jefatura del Cuerpo de Ingenieros Industriales y heredó una importante estructura territorial del Ministerio de Fomento, puesto que este poseía desde principios de la década de 1920 «Inspecciones Provinciales de Industria» repartidas por las provincias.
Esta primera etapa se cierra al inicio de la Segunda República, cuando siendo presidente del Consejo de Ministros Manuel Azaña, renombra el departamento como Ministerio de Agricultura, Industria y Comercio.

### La Segunda República: la importancia de la agricultura

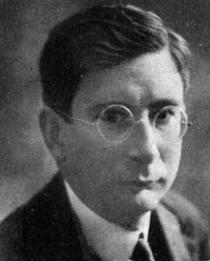
El ministro Marcelino Domingo, impulsor de la Ley Agraria de 1932.

La importancia del aspecto económico y el importante papel que jugaba el sector primario en la economía española de principios del siglo xx —la población dedicada al mundo de la agricultura suponía cerca del 50 % del total de la población activa— fue patente desde los inicios, pues ya desde 1900 empezó a aparecer el término «Agricultura» en las denominaciones de algunos departamentos como Fomento o Industria.
Tanto es así, que durante esta época el departamento diseñó y las Cortes aprobaron la Ley de Reforma Agraria de 1932, impulsada por el ministro Marcelino Domingo. Esta ley establecía una política de expropiaciones con indemnización a los propietarios de grandes latifundios —salvo a los grandes de España, que se les castigó por la La Sanjurjada con expropiaciones sin contrapartida— con el objetivo de convertir la tierra en minifundios que pudieran ser distribuidos entre los jornaleros y así mejorar tanto las condiciones de lo obreros como la productividad de la tierra.
A partir de junio de 1933 (con una breve fusión entre septiembre de 1935 y febrero de 1936), el ministerio perdió las competencias sobre la agricultura, que fueron traspasadas al recién establecido Ministerio de Agricultura, que se creaba por primera vez. Por aquel entonces, el Ministerio de Industria y Comercio se estructuraba mediante las direcciones generales de Industria, de Comercio y Política Arancelaria, de Minas y Combustibles y el Consejo de la Economía Nacional.

### La dictadura: el Comercio
Tras perder las funciones agrícolas durante la República, la dictadura de Francisco Franco supuso la pérdida de otro de sus grandes ámbitos de actuación: el comercio. Tal fue el caso que, en 1951, el gobierno franquista recuperó un ministerio que ya había existido brevemente en el anterior periodo republicano, el Ministerio de Comercio. A juicio de los líderes de entonces, la «actividad comercial, en la que las circunstancias del mundo hacen inexcusable una mayor atención de los Estados, especialmente en sus dos aspectos más importantes, de abastecimientos y moneda extranjera, alcanza hoy tal extensión que absorbe por completo la actividad de un Ministerio, dadas las dimensiones y la complejidad de los problemas en que la Administración está obligada a intervenir. Por otra parte, el desarrollo industrial del país y el obligado fomento de la minería y producción de energía y materias básicas, encierra en si campo más que suficiente para absorber también todas las actividades de un solo departamento ministerial.».
Por aquel entonces, el Ministerio de Industria también tenía competencias sobre comunicaciones y pesca marítima —la que se realiza en agua salada— y desde 1939 poseía una Secretaría General Técnica.

#### Ley de industria de 1939
Precisamente, en este año se aprobaron las leyes de 24 de octubre de 1939, sobre industrias de interés nacional, y de 24 de noviembre de 1939, de ordenación y defensa de la industria. Esta última fue el eje sobre el que giró la política industrial durante la dictadura y algunos de sus preceptos estuvieron vigentes hasta la aprobación de la Ley de Industria de 1992.
La mentada ley supeditó la industria al interés general del Estado, prohibió la instalación de nueva industria sin autorización gubernamental, estableció el control de precios, estableció las condiciones del trabajo de este sector y su inspección, reguló la capacidad de intervención del Estado para orientar la política industrial y la obligatoriedad de destacar el producto fabricado en España, así como su nivel de calidad, exigiendo también que las empresas de interés nacional tuvieran liderazgo español, estableciendo un capital social español mínimo en las empresas del 75 % e introduciendo normas para proteger y priorizar la producción nacional.
Para supervisar y desarrollar la consecución de los objetivos de estas leyes, en 1941 se creó el Instituto Nacional de Industria (INI).

#### Plan de Estabilización de 1959
Dos décadas después se puso fin al carácter autárquico que había tenido la dictadura en sus primeras décadas con la implementación del Plan de Estabilización de 1959, que buscó alcanzar la estabilidad económica mediante la estabilización previa de la divisa nacional —elevando el tipo de cambio frente al dólar y con préstamos de organismos internacionales así como del Gobierno estadounidense—, la contención de la inflación —con medidas como las subidas de tipo de interés o la congelación de salarios—, la implementación de nueva legislación para fomentar la inversión extranjera, una reforma fiscal para aumentar la recaudación y la limitación del gasto público. Este plan también trató de introducir una progresiva liberalización de la industria, en contraposición a los objetivos de la ley de 1939.
Los efectos estabilizadores se dejaron notar a muy corto plazo, tanto en el interior como en el equilibrio exterior:
- En 1959 se produjo un superávit de la balanza de pagos de 81 millones de dólares.
- Las reservas de divisas del Banco de España se incrementaron. La suma de reservas exteriores y créditos a corto plazo del Estado pasó de presentar un valor negativo cercano a los 2 millones de dólares en junio de 1959 a un saldo positivo cercano a los 500 millones en diciembre de 1960.
- La inflación se redujo desde el 12,6 por ciento en 1958 hasta el 2,4 por ciento en 1960.
- Incremento de la inversión exterior en España y del turismo.
- Mejoran las condiciones de competencia en el país y la incorporación de tecnologías.

Mientras que las medidas estabilizadoras tuvieron un éxito bastante temprano, las medidas liberalizadoras tendentes a proyectar sus efectos a más largo plazo, no llegaron a aplicarse.  Estas reformas fueron perdiendo vigor a medida que los desequilibrios exteriores se iban corrigiendo y permitió que se continuase con una economía de carácter corporativo, con mercados de escasa competencia.
Fue en esta época en la que se sustituyen los inputs; las fuentes de energía tradicionales como el carbón serán sustituidas por las modernas, petróleo o electricidad, los materiales sintéticos por plásticos. Igualmente, hay un incremento tecnológico en química, metal y maquinaria.

#### La creciente importancia de la energía

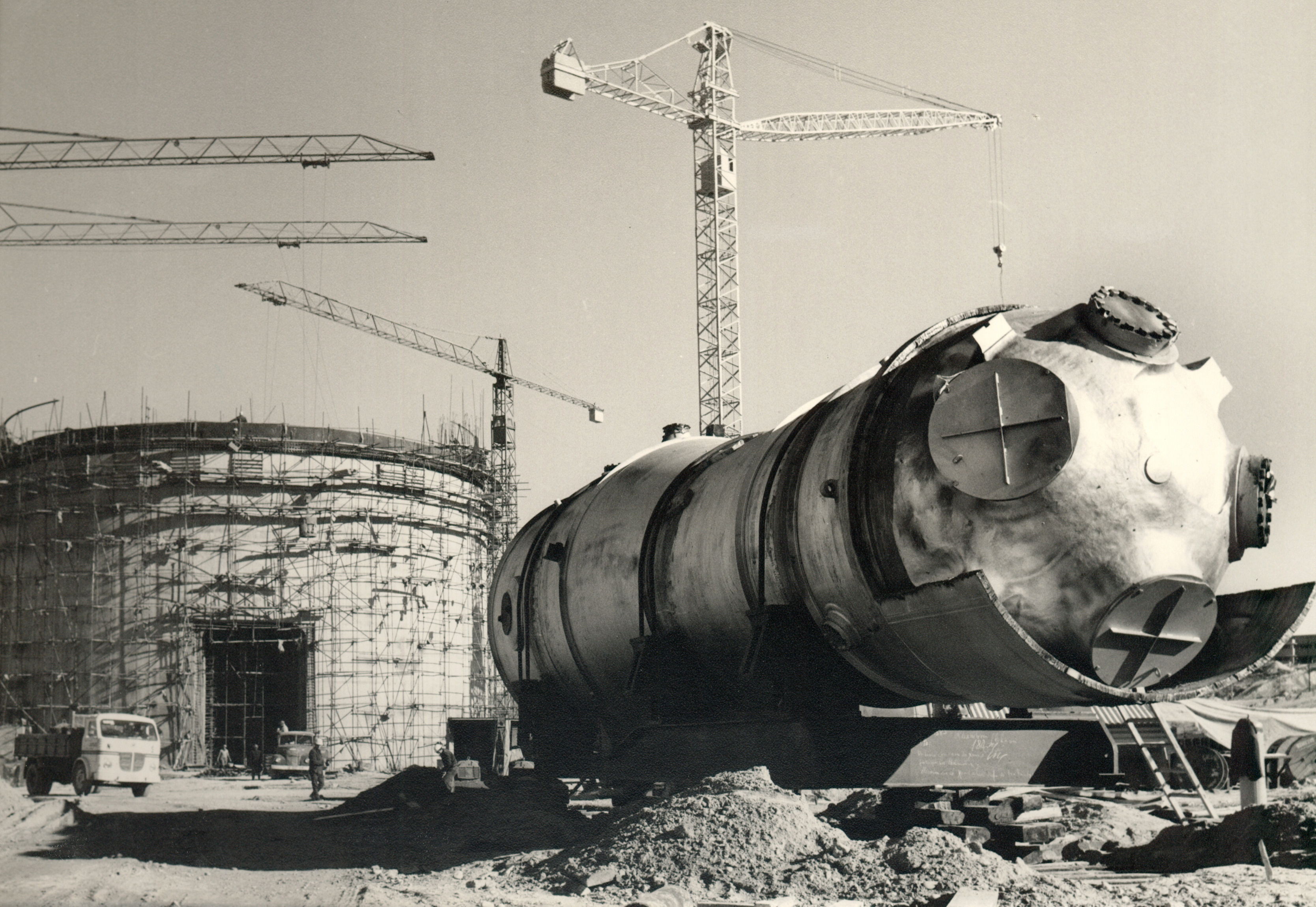
Construcción de la central nuclear José Cabrera en 1966, primera central nuclear construida en España.

En este contexto, en 1962 se creó la Dirección General de Energía que posteriormente asumiría también las competencias sobre combustibles de la Dirección General de Minas y Combustibles y, a partir de la crisis del petróleo de los años 1970, se creó en 1977 una Comisaría de la Energía y de Recursos Minerales, con categoría de Subsecretaría, que culminaría con la creación de la Secretaría de Estado de Energía y Recursos Minerales en 1996.

### La Constitución de 1978: la Energía
Siguiendo la tendencia de los últimos años de la dictadura, en los inicios de la democracia actual se quiso dar mayor relevancia a las competencias energéticas del departamento, siendo renombrado como «Ministerio de Industria y Energía» durante la presidencia de Adolfo Suárez. Para el año 1979, la estructura del ministerio era bastante considerable, con siete direcciones generales (de Minas e Industrias de la Construcción, de la Energía, de Industrias Siderometalúrgicas y Navales, de Industrias Químicas y Textiles, de Industrias Alimentarias y Diversas, de Tecnología y Seguridad Industrial, y de Servicios), la Subsecretaría y una Comisaría de la Energía y Recursos Minerales.

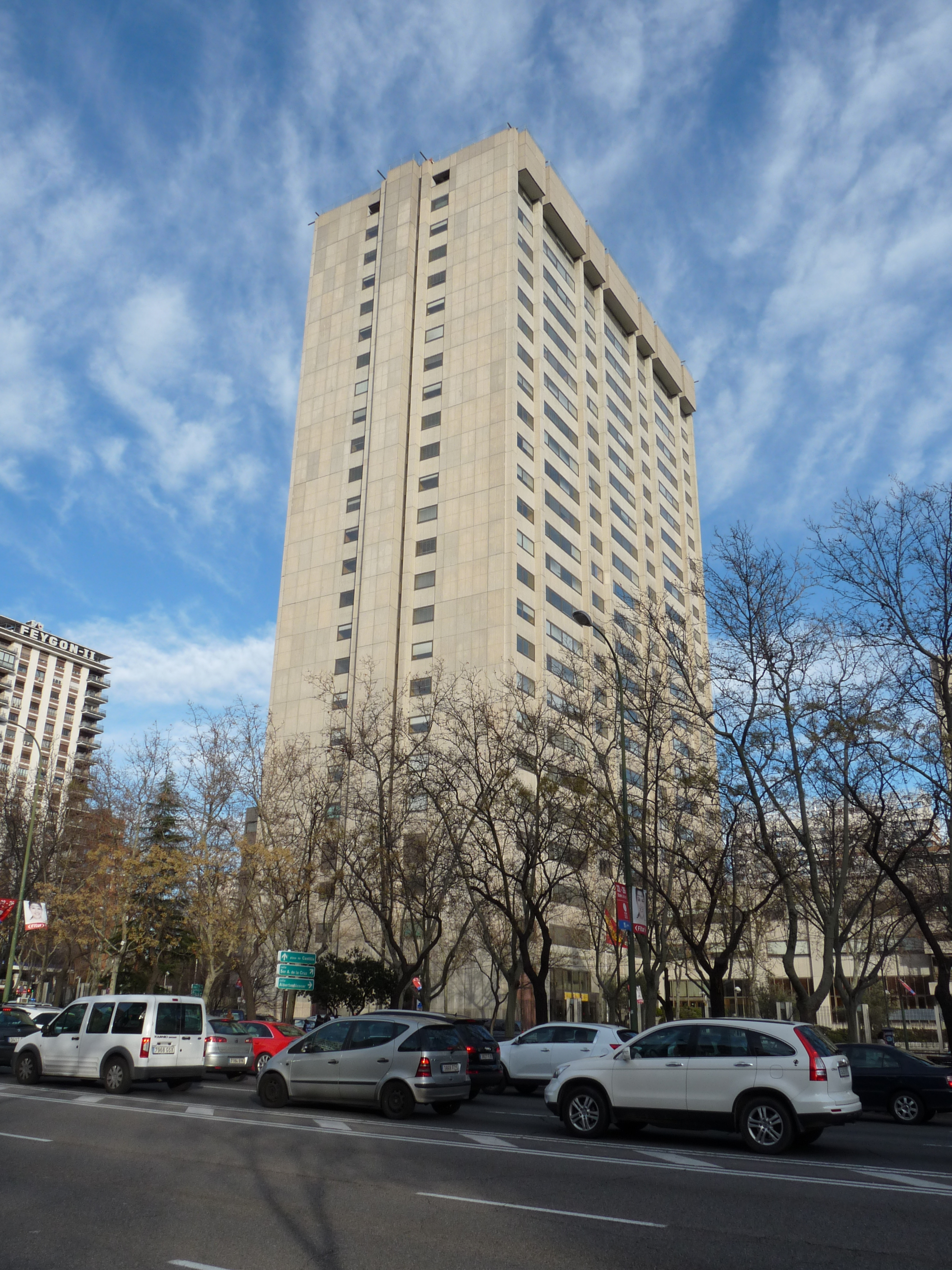
La Torre de Cuzco, construida en 1973 para albergar el Ministerio de Comercio, hoy acoge, entre otros, a la Secretaría de Estado de Comercio.

También en la década de 1980 la Junta de Energía Nuclear (JEN) fue objeto de una importante transformación. Por Ley 15/1980, de 22 de abril, se creó el Consejo de Seguridad Nuclear (CSN), un organismo independiente que reemplazó a la JEN en sus funciones de control y garantía de la seguridad nuclear y protección radiológica. En cuanto a la JEN, que retuvo todas las competencias relativas a investigación científica y tecnológica en el ámbito de la energía, por Ley 13/1986, de 14 de abril, se renombró como Centro de Investigaciones Energéticas, Medioambientales y Tecnológicas (CIEMAT).
A principios de los años 1990 volvió a asumir brevemente (1991-1993) competencias comerciales a través de la Secretaría de Estado de Comercio. Igualmente, se estructuró mediante una Secretaría de Estado de Industria, cuatro secretarías generales (de Energía y Recursos Minerales, de Turismo, de Promoción Industrial y Tecnología, y de Comercio) y nueve direcciones generales.
En 1992 el departamento impulsó una nueva Ley de Industria —aun vigente— que estableció el nuevo marco normativo mediante el cual se regulan las actividades industriales, siendo consideradas estas aquellas «actividades dirigidas a la obtención, reparación, mantenimiento, transformación o reutilización de productos industriales, el envasado y embalaje, así como el aprovechamiento, recuperación y eliminación de residuos o subproductos, cualquiera que sea la naturaleza de los recursos y procesos técnicos utilizados. Asimismo estarán incluidos [...] los servicios de ingeniería, diseño, consultoría tecnológica y asistencia técnica directamente relacionados con las actividades industriales.».
A la par, el Gobierno autorizó al Instituto Nacional de Industria a crear TENEO, una empresa pública que asumiría todas las acciones empresariales del INI. En 1995, el INI fue disuelto y reemplazado por la Agencia Industrial del Estado (AIE) y la Sociedad Estatal de Participaciones Industriales (SEPI), siendo esta última la que absorbió al Grupo TENEO. Dos años después, la SEPI incorporó a su patrimonio las empresas de la AIE, confirmando su extinción.
A finales de esta década desapareció el Consejo Superior del Ministerio de Industria, creado en 1968 a partir de la refundición de los consejos superiores de Industria, de Minería y Metalurgia, y de Ingeniería Naval. Asimismo, también se reorganizó la estructura territorial del ministerio, transformando las Direcciones Territoriales y Provinciales de Industria en Áreas Funcionales de Industria y Energía, adscritas a las Delegaciones del Gobierno. Sus homólogas de comercio, que entonces estaban en el Ministerio de Economía y Hacienda, no sufrieron cambios.
Entre 2000 y 2004 el ministerio estuvo suprimido, siendo sus funciones repartidas entre el Ministerio de Economía (energía) y el Ministerio de Ciencia y Tecnología (industria). Este último, fue definido por la ministra Anna Birulés como un departamento que tenía «el reto pero también la oportunidad de convertir en realidad, en el horizonte temporal de esta legislatura, el proceso decidido de impulso de la cultura de la innovación en nuestro país». Este hecho se revirtió en 2004, cuando se rehabilitó el Ministerio y se le confiaron de nuevo las responsabilidades sobre la industria, el comercio, el turismo y la energía, completándose estas con otras sobre PYMEs y telecomunicaciones.
En el periodo 2011-2016, pierde las competencias sobre comercio en favor del Ministerio de Economía y Competitividad, y entre 2016 y 2018 el departamento se suprime, pues las funciones industriales se transfirieron al Ministerio de Economía, Industria y Competitividad y, el resto de ellas, esto es, las competencias sobre energía, turismo, telecomunicaciones y sociedad de la información, se agruparon en el nuevo Ministerio de Energía, Turismo y Agenda Digital. Esta situación apenas duró un año y medio y, en junio de 2018, se recuperó el departamento con competencias en industria, comercio y turismo, pero no recuperó ni las competencias energéticas, que se transfirieron al Ministerio para la Transición Ecológica, ni las competencias digitales, que se trasladaron al Ministerio de Economía.

Logotipo del PRTR.

Sin cambios durante el próximo lustro, en esta etapa se aprobó el Plan de Recuperación, Transformación y Resiliencia (PRTR) como consecuencia de la pandemia de COVID-19. Dentro de este plan económico, en 2020 se creó una nueva figura: el PERTE. Este nuevo instrumento trató de encauzar los fondos europeos para conseguir una rápida recuperación económica en torno a la transición energética y la digitalización; en este sentido, el departamento supervisó cuatro PERTEs: el de la industria agroalimentaria, el de descarbonización industrial, el de la industria naval y el del vehículo eléctrico.
Tras la reforma gubernamental de noviembre de 2023, el Ministerio perdió sus competencias comerciales en favor del Ministerio de Economía. Las dos áreas restantes del Departamento —industria y turismo—, fueron reestructuradas. Por una parte, en lo referente a industria, se recuperó la Secretaría de Estado de Industria que ya había existido en la década de 1990, al tiempo que se suprimieron la Secretaría General de Industria y de la Pequeña y Mediana Empresa y la Dirección General de Industria y de la Pequeña y Mediana Empresa, esta última desdoblándose en dos: la Dirección General de Estrategia Industrial y de la Pequeña y Mediana Empresa y la Dirección General de Programas Industriales. En cuanto a turismo, se potenció el área con una Dirección General de Políticas Turísticas.

## Estructura

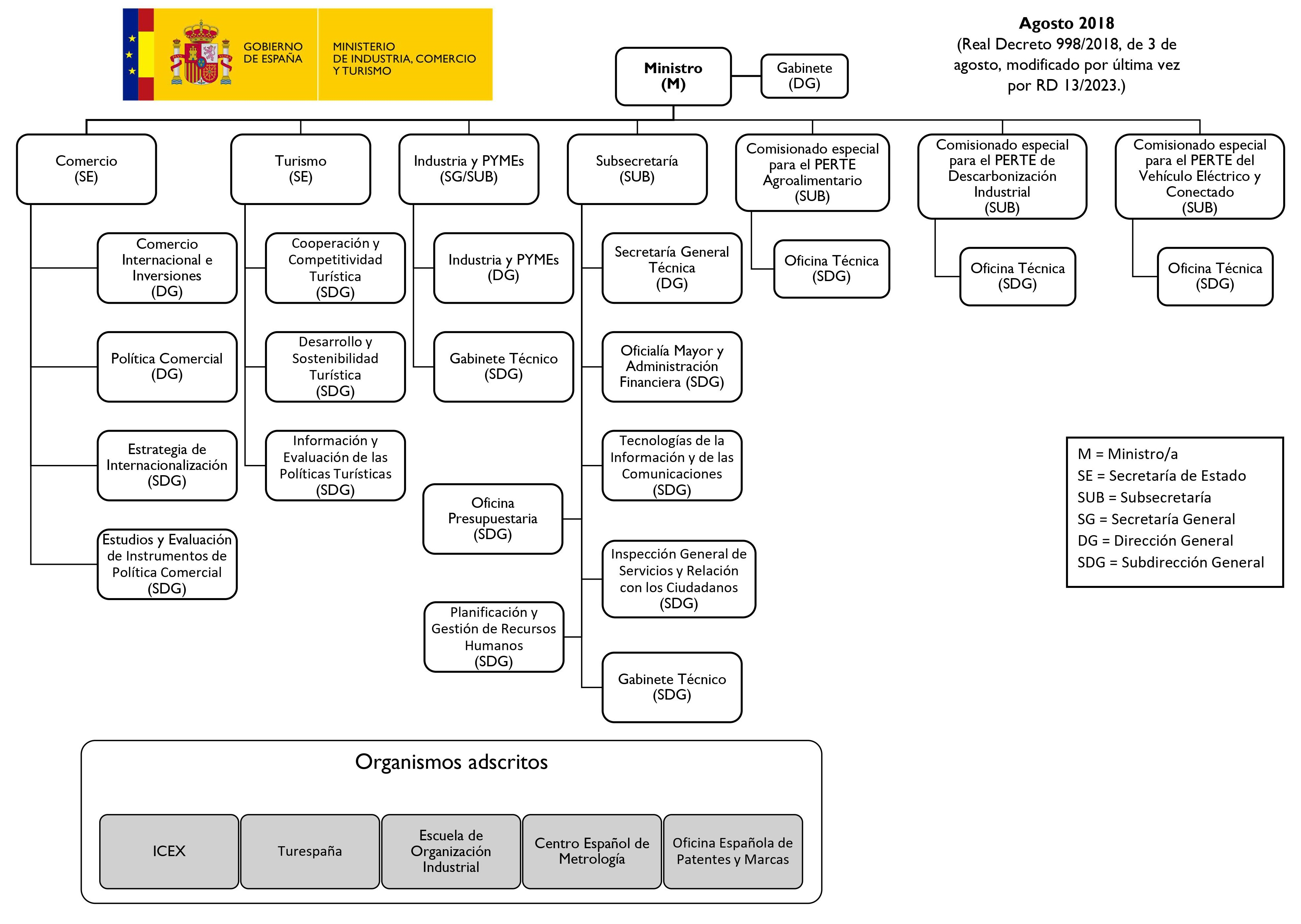
Organigrama del Ministerio de Industria. 2018-act.

Se estructura en los siguientes órganos (en negrita los directamente dependientes del ministro):
- La Secretaría de Estado de Industria.
  - La Dirección General de Estrategia Industrial y de la Pequeña y Mediana Empresa.
  - La Dirección General de Programas Industriales.
  - El Comisionado especial para la Reindustrialización, con rango de Subsecretaría.
  - El Comisionado especial para la Competitividad Industrial y de la Pequeña y Mediana Empresal, con rango de Subsecretaría.
- La Secretaría de Estado de Turismo.
  - La Dirección General de Políticas Turísticas.
- La Subsecretaría de Industria y Turismo.
  - La Secretaría General Técnica, con rango de Dirección General.
  - La Subdirección General de Oficialía Mayor y Administración Financiera.
  - La Subdirección General de Tecnologías de la Información y de las Comunicaciones.
  - La Oficina Presupuestaria.
  - La Subdirección General de la Inspección General de Servicios y Relación con los Ciudadanos.
  - La Subdirección General de Planificación y Gestión de Recursos Humanos.
  - El Gabinete Técnico.

Como órgano de asistencia inmediata al ministro existe un Gabinete, con nivel orgánico de Dirección General.

### Adscripciones
- La Escuela de Organización Industrial (EOI).
- El Centro Español de Metrología (CEM).
- El Instituto de Turismo de España (TURESPAÑA).
- El Fondo Financiero del Estado para la Competitividad Turística (FOCIT).
- La Oficina Española de Patentes y Marcas (OEPM).
- El Fondo Español de Reserva para Garantías de Entidades Electrointensivas (FERGEI).
- El Fondo de Apoyo a la Inversión Industrial Productiva (FAIIP).
- El Consejo Estatal de la Pequeña y la Mediana Empresa.

Además, el Ministerio ejerce la tutela sobre las empresas públicas Sociedad Estatal de Promoción Industrial y Desarrollo Empresarial (SEPIDES), Cesce, Paradores de Turismo de España, SEGITTUR, Empresa Nacional de Innovación (ENISA) y Compañía Española de Reafianzamiento (CERSA) y Sociedad Mercantil Estatal para la Gestión de la Innovación y las Tecnologías Turísticas (SEGITTUR).

### Organización territorial y exterior
Para el ejercicio de sus funciones, el Ministerio de Industria posee una importante red administrativa con gran implantación tanto en el territorio nacional como en el exterior.

#### Áreas Funcionales de Industria y Energía
Las Áreas Funcionales de Industria y Energía integradas en las Delegaciones del Gobierno ejercerán las funciones que tienen atribuidas normativamente en materia de industria bajo la dependencia funcional de la Secretaría de Estado de Industria, de acuerdo con su ámbito competencial de actuación.

## Sede
La sede principal del Ministerio de Industria, Comercio y Turismo se encuentra en el número 160 del paseo de la Castellana (Madrid). En esta ubicación se encuentra el Complejo Cuzco, un complejo gubernamental que el Departamento de Industria comparte con los ministerios de Asuntos Económicos y Transformación Digital, de Ciencia e Innovación, de Universidades y algunos servicios de los ministerios de Hacienda y de Transición Ecológica y el Reto Demográfico.
Además de esta sede, la Secretaría de Estado de Comercio se ubica en la Torre del Complejo Cuzco (Paseo de la Castellana 162), compartiendo sede con el Ministerio de Economía, y la Secretaría de Estado de Turismo está situada en el número 41 de la calle del Poeta Joan Maragall, frente a la Organización Mundial del Turismo (OMT). Por último, los organismos públicos adscritos al departamento también poseen sedes independientes.

### Históricas

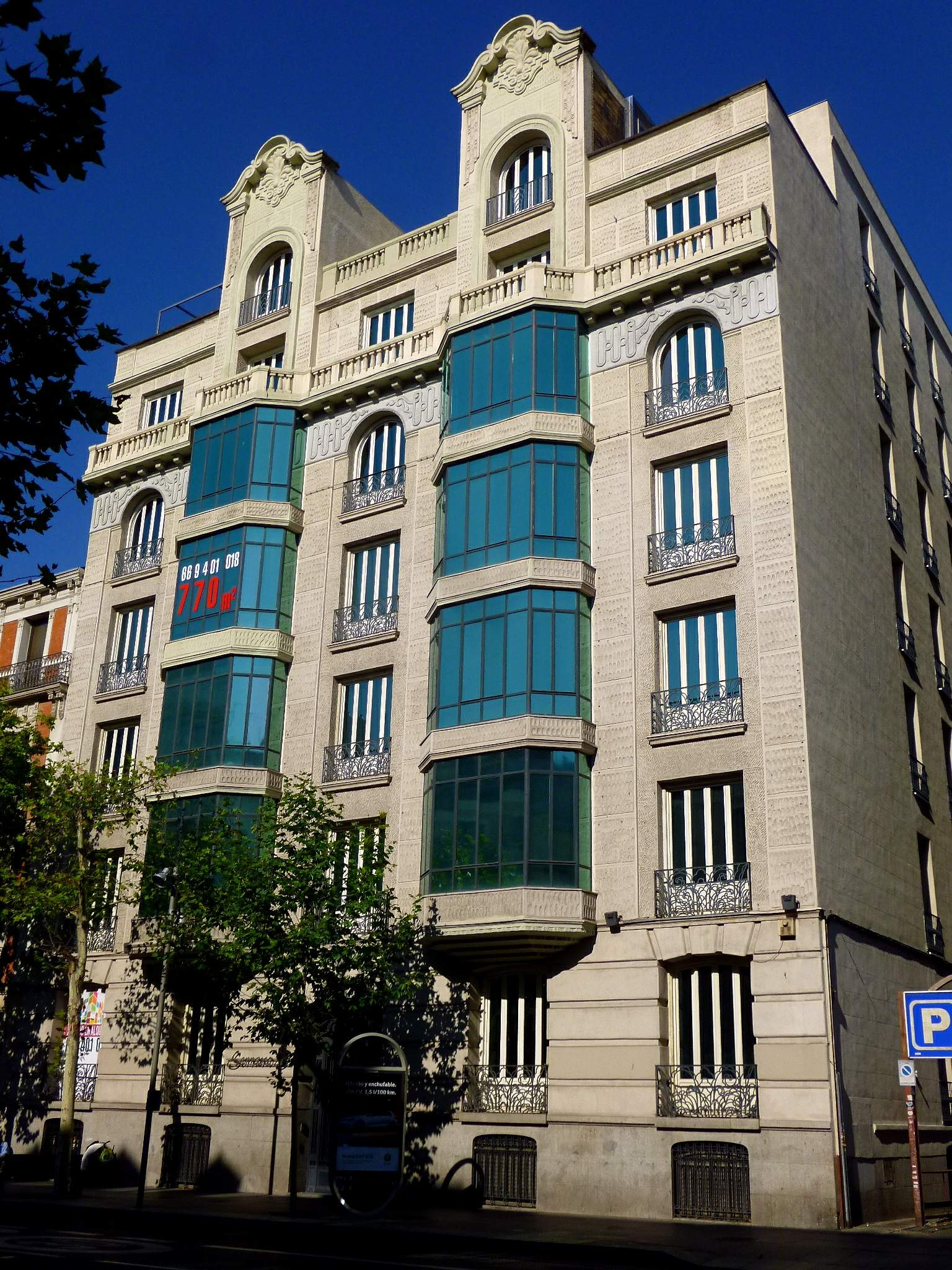
Edificio Serrano 37, sede del ministerio entre las décadas de 1930 y 1980.

En sus inicios, los servicios del Ministerio de Economía Nacional se mantuvieron en las sedes de sus departamentos originales, principalmente en el Palacio de Fomento. Con el tiempo, el crecimiento del departamento hizo necesaria la búsqueda de oficinas más amplias, estableciéndose durante la Segunda República en el número 37 de la calle de Serrano de Madrid.
Décadas después, a partir de los años 1950, se encargó al arquitecto Antonio Perpiñá Sebriá el diseño de un complejo gubernamental que albergara los ministerios de Industria y de Comercio. El proyecto estaba formado por cinco edificios, dos principales (uno para cada departamento) y otros tres de menor tamaño, así como multitud de espacio en el subsuelo. Tal y como había establecido Perpiñá, el Ministerio de Industria se instaló en estos edificios del Complejo Cuzco entre los años 1970 y 1980.

## Autoridad Nacional para la Prohibición de las Armas Químicas
Para el cumplimiento de los compromisos suscritos por España en relación con la Convención sobre Armas Químicas, existe la Autoridad Nacional para la Prohibición de las Armas Químicas (ANPAQ). Esta autoridad, que es responsable de la planificación, coordinación y seguimiento de todos los temas relacionados con dicha Convención, es presidida por el titular de la Secretaría de Estado de Asuntos Exteriores y Globales y las vicepresidencias las ejercen los titulares de la Secretaría de Estado de Industria y de la Secretaría General de Política de Defensa.
Adicionalmente, integrada en el Ministerio de Industria y Turismo existe una Secretaría General, con rango de Subdirección General, como órgano ejecutivo de la ANPAQ. Este órgano se encarga de las comunicaciones con la Organización para la Prohibición de las Armas Químicas (OPAQ), supervisa el cumplimiento de la Convención y el correcto desarrollo de las inspecciones, así como garantiza la confidencialidad de la información.

## Titulares

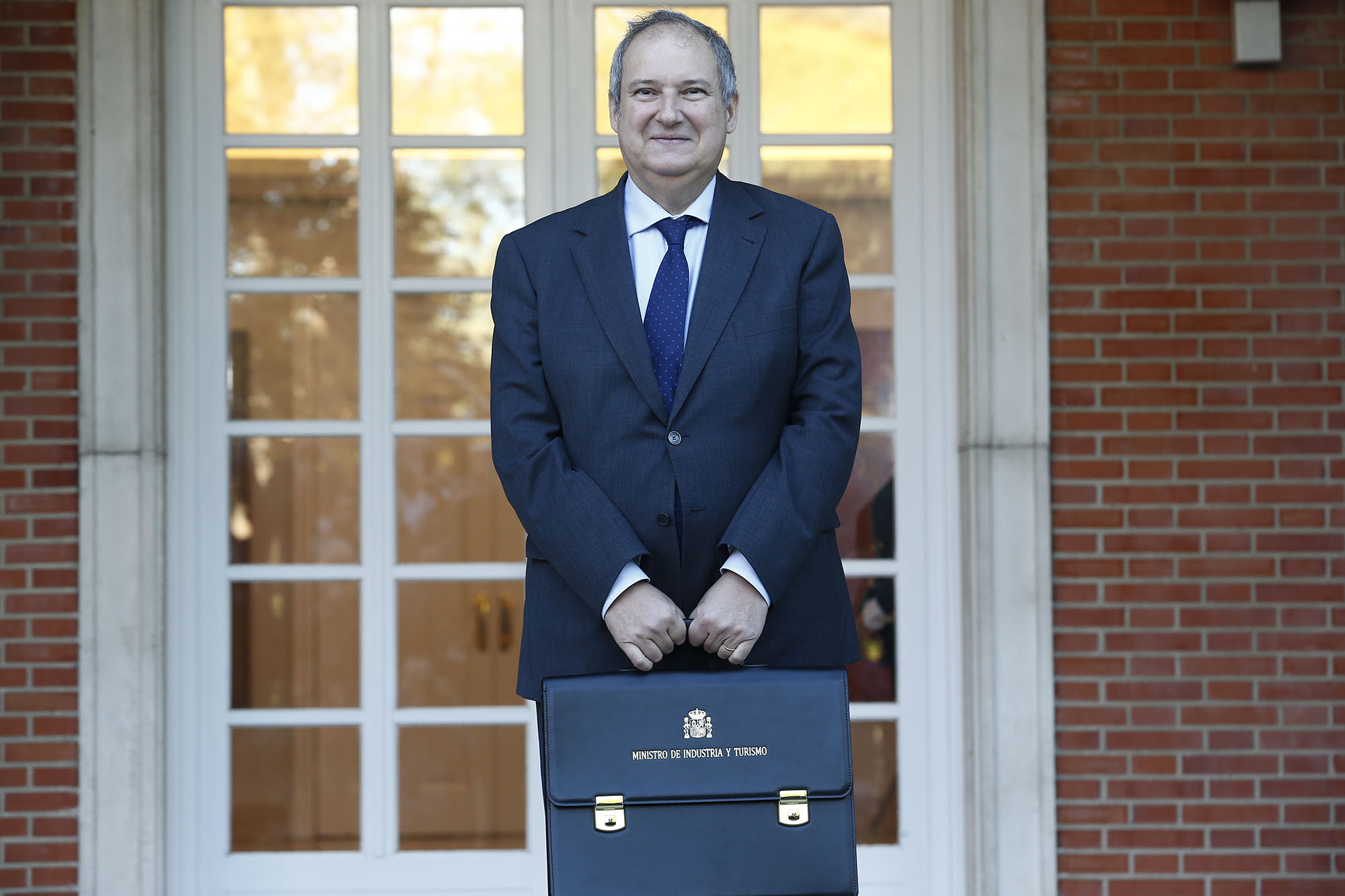
Jordi Herreu, ministro de Industria y Turismo desde 2023.

El cargo de ministro de Industria y Turismo es uno de los dos puestos ministeriales –junto con el de ministro de Trabajo– creados en la década de 1920 que aun se mantiene en activo. El titular de este departamento ha tenido a lo largo de su historia multitud de competencias, siempre ligadas al ámbito de la industria, pero también, en el actual periodo democrático, con gran protagonismo del sector energético y turístico. En el pasado también ha tenido competencias sobre agricultura, aunque desde los años 1930 estas poseen ministerio propio.
El ministro de Industria y Turismo es Jordi Hereu, que tomó posesión de la cartera el 21 de noviembre de 2023.

## Presupuesto
Para el ejercicio 2024, el Departamento de Industria y Turismo tiene un presupuesto consolidado de 8 506 millones de euros. De estos, 8321 millones son gestionados directamente por los órganos centrales del Ministerio y 185 millones son gestionados por sus organismos autónomos.
El departamento participa en 25 programas del presupuesto público, siendo uno de los grandes beneficiados de los fondos Next Generation EU. De los programas ordinarios, destaca el Programa 464B «Apoyo a la innovación tecnológica en el sector de la defensa», dotado con 1 601 millones de euros y el Programa 422M «Reconversión y reindustrialización», con 653 millones de euros.

### Evolución
| Gasto consolidado del Ministerio de Industria desde el año 2005 Datos cada dos años, salvo el más reciente (en millones de euros) |
| |
| Fuente: Presupuestos Generales del Estado. Ministerio de Hacienda.                                                                |

### Auditoría
Las cuentas del Ministerio, así como de sus organismos adscritos, son auditadas de forma interna por la Intervención General de la Administración del Estado (IGAE), a través de una Intervención Delegada en el propio Departamento. De forma externa, es el Tribunal de Cuentas el responsable de auditar el gasto.